# Sanéwabo-Yarcé
Ne doit pas être confondu avec Sanéwabo.
Sanéwabo-Yarcé est une localité rurale située dans le département de Diabo de la province du Gourma dans la région de l'Est au Burkina Faso.

## Géographie
Sanéwabo-Yarcé est situé à 8 km à l'Ouest de Diabo, le chef-lieu du département, et à 8 km au Sud-Est de Lézotenga (dans la province voisine de la Kouritenga).

### Population
Lors du recensement de 2006, on y a dénombré 129 habitants. Comme son nom l'indique, ce sont des Yarsé.

## Santé et éducation
Le centre de soins le plus proche de Sanéwabo-Yarcé est le centre de santé et de promotion sociale (CSPS) de Diabo ou celui de Lézotenga.